# Mark Lanegan
 (avril 2020).
Si vous disposez d'ouvrages ou d'articles de référence ou si vous connaissez des sites web de qualité traitant du thème abordé ici, merci de compléter l'article en donnant les références utiles à sa vérifiabilité et en les liant à la section « Notes et références ».
 (février 2022).
- Si vous ne connaissez pas le sujet, laissez ce bandeau (vous pouvez alors contacter les auteurs).
- Si vous supprimez le contenu mis en cause (vous pouvez préalablement contacter les auteurs),

argumentez précisément cette suppression dans la page de discussion
(un manque de référence n'est pas un argument ; une recherche réelle de référence doit avoir été effectuée, être formellement documentée).
Mark William Lanegan, né le 25 novembre 1964 à Ellensburg et mort le 22 février 2022 à Killarney (Irlande), est un chanteur américain, connu pour son timbre rauque, successivement membre de Screaming Trees, Mad Season, Queens of the Stone Age, The Gutter Twins et The Jury ainsi que Soulsavers.

## Biographie

### Jeunesse
Né le 25 novembre 1964 à Ellensburg, à 200 km de Seattle, Mark Lanegan cherche rapidement à quitter la région en s'échappant notamment par l'alcool et l'héroïne.
Il découvre le punk rock et le grunge au lycée où il fondera Screaming Trees avant de partir vivre à Seattle. Mark Lanegan a travaillé avec des musiciens tels que Kurt Cobain (au sein du groupe The Jury), Layne Staley (au sein de Mad Season), Isobel Campbell, Twilight Singers (dont le leader Greg Dulli est l'autre membre des Gutter Twins), Mondo Generator, Melissa Auf Der Maur, Jeffrey Lee Pierce du Gun Club, Martina Topley-Bird, Masters of Reality, Gérard Manset, The Desert Sessions, Mike Watt. Il est aussi crédité sur l'album Negative Capability de Marianne Faithfull.

### The Jury (1989)
The Jury, quatuor formé par Mark Lanegan et Kurt Cobain (avec Mark Picquerel des Screaming Trees à la batterie et Krist Novoselic de Nirvana à la basse), voit le jour en août 1989 et repose sur l'amour des deux musiciens pour les chansons du bluesman Leadbelly. Le projet n'aboutit jamais à un disque et on ne retrouve que Where Did You Sleep Last Night sur l'album de Mark Lanegan, The Winding Sheet, où l'on reconnaît la voix de Kurt Cobain, une chanson reprise en 1993 lors de l'Unplugged de Nirvana. Trois autres titres (Ain't It A Shame, They Hung Him On A Cross et Grey Goose) figurent sur le coffret de Nirvana With the Lights Out, Mark Lanegan n'officiant sur ceux-ci qu'à la guitare.

### The Screaming Trees (1985-1997)
Mark Lanegan commence sa carrière en tant que chanteur dans les Screaming Trees. Ils enregistreront sept albums durant leurs onze années d'activité.
Le groupe faisait partie des pionniers du grunge, mais n'a pas connu la popularité de Nirvana ou de Pearl Jam.

### Carrière solo (depuis 1990)
En parallèle des Screaming Trees, Mark Lanegan commence sa carrière solo en 1990 avec « The Winding Sheet », publié sur le label Sup-Pop. Kurt Cobain est présent sur cet album, au chant sur Down in the dark, et à la guitare (accompagné de Krist Novoselic à la basse) sur Where did you sleep last night. Les deux albums suivants, Whiskey For The Holy Ghost en 1994 et Scraps At Midnight en 1998 connaissent un franc succès auprès de la critique mais restent confidentiels. Mark Lanegan sort ensuite un album de reprises en 1999, I'll Take care Of You comprenant des covers du Gun Club, Fred Neil, Leaving Trains ou encore Buck Owens. Il clôt sa période blues et folk à travers le très bel album Field Songs marquant l'arrêt de sa longue collaboration avec Mike Johnson (ancien bassiste de Dinosaur Jr).
Quittant le label Sub Pop pour un nouveau contrat chez Beggars Banquet, désormais marqué de l'empreinte des Queens of the Stone Age, les futures productions en solo de Lanegan sont nettement plus rock et expérimentales. Ce virage s'amorce avec la sortie d'un EP ovni, Here Comes That Weird Chill en 2003, puis avec l'album Bubblegum sorti en 2004, premier véritable succès commercial de Mark en solo. Si on retrouve parfois les ambiances folk et bluesy des débuts dans ces deux albums, c'est surtout le virage rock et heavy que l'on remarque à leur écoute.
Des morceaux comme Skeletal History, Methamphetamine Blues, Driving Death Valley Blues ou le stoogien Sideways In Reverse illustrent toute l'influence des Queens of the Stone Age sur la carrière solo de Lanegan. L'Anglaise PJ Harvey, Josh Homme et Nick Oliveri évidemment, Chris Goss ou encore Greg Dulli collaborent à ses dernières livraisons. Fait nouveau également, Mark tourne de façon beaucoup plus régulière et un peu partout dans le monde. Il donne d'ailleurs son premier concert parisien en septembre 2004 au Nouveau Casino.
À la suite de son départ des Queens of the Stone Age en 2005, il met sa carrière solo entre parenthèses et entre dans une démarche collaborative. Il joint l'ex-membre de Belle and Sebastian, Isobel Campbell, pour enregistrer Ballad Of The Broken Seas, dans une sorte de remake de ce qu'avaient déjà pu faire Lee Hazlewood et Nancy Sinatra. Il part ensuite en tournée avec Greg Dulli et son nouveau projet, The Twilight Singers, prolongement atmosphérique d'Afghan Whigs, avec qui il monte aussi un projet très attendu par les fans : The Gutter Twins.
Dernière livraison en date, et sans doute une des plus étonnantes, sa participation sur huit titres du deuxième album des Soulsavers, en réalité deux DJs et producteurs anglais. L'album, It's Not How Far You Fall, It's The Way You Land sorti chez V2 en avril 2007, est un recueil de chansons mêlant electro, hip-hop, gospel, country et des ambiances lourdes à la Tom Waits. Ce curieux mélange s'avère pourtant très judicieux et la désormais célèbre voix rauque de Lanegan colle parfaitement à l'ambiance musicale concoctée par les deux anglais. Le titre phare Revival semble avoir conquis les radios indies et des titres comme Ghost Of Me, Paper Money, ou encore les reprises des Rolling Stones et de Neil Young respectivement No Expectations et Through The Sails donnent à l'album une saveur particulière. Plus récemment, en 2014,  il a chanté avec Gérard Manset sur la chanson Cover me with flowers of mauve dans laquelle Axel Bauer joue de la guitare électrique et qui se trouve sur le disque de l'artiste français Un oiseau s'est posé paru le 20 avril 2014. Il reprend également la même année avec Bertrand Cantat Desire by Blue River du Gun Club, sur l'album hommage à Jeffrey Lee Pierce, The Jeffrey Lee Pierce Sessions Project Vol. 3 - Axels & Sockets.

### Mad Season (1995)
Mark Lanegan prête sa voix à deux chansons de l'album Above, sorti en 1995. Mad Season est alors composé de Layne Staley (Alice In Chains) Mike McCready (Pearl Jam), Barrett Martin (Screaming Trees), John Baker Saunders. Après une longue attente, le projet d'un deuxième album ne verra finalement pas le jour. Une réédition d'Above sortira toutefois en 2013 incluant cinq morceaux inédits composés avant la mort de Layne Staley dont deux sont chantés par Mark Lanegan.

### Queens of the Stone Age (2001-2013)
Mark Lanegan devient le troisième chanteur, à plein temps, de Queens of the Stone Age en 2001. Il rejoint ainsi son ami Josh Homme, le leader du groupe, qui avait participé à une tournée des Screaming Trees en 1996 en tant que guitariste rythmique.
Il coécrira et posera sa voix sur plusieurs chansons de Rated R (2000), Songs for the Deaf (2002) et Lullabies to Paralyze (2005). Son départ du groupe en 2005, au même moment que Nick Oliveri, intervient dans des conditions obscures. S'il ne tourne plus avec le groupe pendant la tournée suivante Lullabies to Paralyze, il est pourtant crédité sur l'album Era Vulgaris, publié le 12 juin 2007 ; il y interprète les chœurs sur le refrain de River in the Road. Il contribue à l'album ...Like Clockwork en 2013 en tant que choriste sur If I had a Tail et Fairweather Friends et contribue également à l'écriture de cette dernière.

### The Gutter Twins (2003-2022)
Le duo est formé en 2003 par Mark Lanegan et Greg Dulli des Afghan Whigs et Twilight Singers. Leur premier album, intitulé Saturnalia, sort le 4 mars 2008 sous le label Sub Pop. On y entend notamment les participations de Joseph Arthur, Martina Topley-Bird ainsi que de Troy Van Leeuwen.
Un EP nommé Adorata sort en septembre 2008, uniquement téléchargeable sur Itunes. Il est composé de sept reprises et deux inédits. Plusieurs titres sont disponibles sur leur MySpace.

### Mort
Il meurt le 22 février 2022 à Killarney, en Irlande, à l'âge de 57 ans,, des suites d'une maladie rénale. Il est inhumé au Hollywood Forever Cemetery.

## Discographie

### Avec Screaming Trees
- 1985 : Other Worlds (Velvetone)
- 1986 : Clairvoyance (Velvetone)
- 1987 : Even If and Especially When (SST)
- 1988 : Invisible Lantern (SST)
- 1989 : Buzz Factory (SST)
- 1990 : Something About Today (Epic Records)
- 1990 : Change Has Come (Epic Records)
- 1991 : Uncle Anesthesia (Epic Records)
- 1992 : Sweet Oblivion (Epic Records)
- 1996 : Dust (Epic Records)
- 2011 : Last Words : The Final Recordings

### En solo
- 1990 : The Winding Sheet (Sub Pop)
- 1994 : Whiskey For The Holy Ghost (Sub Pop)
- 1998 : Stays EP (Sub Pop)
- 1998 : Scraps At Midnight (Sub Pop)
- 1999 : I'll Take Care of You (Sub Pop) (album de reprises)
- 2001 : Field Songs (Sub Pop)
- 2003 : Here Comes That Weird Chill (Beggars Banquet)
- 2004 : Hit the city EP (Beggars Banquet)
- 2004 : Bubblegum (Beggars Banquet)
- 2012 : Blues Funeral (4AD)
- 2012 : Dark Mark Does Christmas 2012 (autoproduit)
- 2013 : Imitations (Vagrant Records) (album de reprises)
- 2014 : Has God Seen My Shadow ? An Anthology 1989-2011 (Light in the Attic)
- 2014 : No Bells On Sunday EP (Vagrant Records)
- 2014 : Phantom Radio (Vagrant Records)
- 2015 : A Thousand Miles of Midnight - Phantom Radio Remixes (Heavenly Recordings)
- 2015 : Houston: Publishing Demos 2002 (Ipecac Recordings)
- 2017 : Gargoyle (Heavenly Recordings)
- 2017 : Still Life With Roses - Gargoyle Remixes  (Heavenly Recordings)
- 2019 : Somebody's knocking (Heavenly Recordings)
- 2020 : Another Knock At The Door (Iyeara Remixes) (Flooded Soil Recordings)
- 2020 : Straight Songs of Sorrow (en) (Heavenly Recordings)
- 2020 : Dark Mark Does Christmas 2020 (autoproduit)

### Projets parallèles
- 1995 : Above (Mad Season)
- 2000 : Rated R (Queens of the Stone Age)
- 2002 : Songs for the Deaf (Queens of the Stone Age)
- 2005 : Lullabies to Paralyze (Queens of the Stone Age)
- 2006 : Ballad of the Broken Seas (Isobel Campbell et Mark Lanegan)
- 2006 : A Stitch in Time (The Twilight Singers)
- 2007 : Era Vulgaris (Queens of the Stone Age)
- 2007 : It's Not How Far You Fall, It's The Way You Land (Soulsavers)
- 2008 : Saturnalia (The Gutter Twins)
- 2008 : Sunday at Devil Dirt (Isobel Campbell et Mark Lanegan)
- 2008 : Adorata (The Gutter Twins)
- 2009 : Broken (Soulsavers)
- 2010 : Hawk (Isobel Campbell et Mark Lanegan)
- 2013 : ...Like Clockwork (Queens of the Stone Age)
- 2013 : Black Pudding (Duke Garwood et Mark Lanegan)
- 2018 : With Animals (Duke Garwood et Mark Lanegan)
- 2018 : Mescalito (Duke Garwood et Mark Lanegan - Vinyl 10" live EP - 6 tracks)
- 2020 : Black Phoebe (album de Black Phoebe)
- 2021 : Dark Mark vs. Skeleton Joe (Joe Cardamone et Mark Lanegan)

### Contributions
- 1987 : 448 Deathless Days (Steve Fisk)
- 1989 : Ain’t It a Shame (The Jury with Kurt Cobain)
- 1989 : Down in the dark (The Jury with Kurt Cobain)
- 1990 : Harmony in Defeat (King Krab)
- 1992 : Jamboree (Beat Happening)
- 1993 : Satisfied Mind (The Walkabouts)
- 1994 : Volume 9 (Various Artists)
- 1995 : Ball-Hog or Tugboat (Mike Watt)
- 1995 : Over and Thru the Night (Steve Fisk)
- 1996 : Twisted Willie (Various Artists)
- 1999 : More Oar: A Tribute to the Skip Spence Album (Various Artists)
- 2000 : Free the West Memphis 3 (Various Artists)
- 2000 : Sing a Song for You : Tribute to Tim Buckley (Various Artists)
- 2001 : Human Beans (earthlings?)
- 2001 : Desert Sessions 7 & 8 (Various Artists)
- 2001 : Deep in the Hole (Masters of Reality)
- 2001 : Give the People What We Want : Songs of The Kinks (Various Artists)
- 2003 : Quixotic (Martina Topley-Bird)
- 2003 : A Drug Problem That Never Existed (Mondo Generator)
- 2003 : Blackberry Belle (Twilight Singers)
- 2004 : Time is Just the Same (Isobel Campbell)
- 2004 : Auf der Maur (Melissa Auf der Maur)
- 2004 : Leave No Ashes (Burning Brides)
- 2004 : Demolition Day (Mondo Generator)
- 2004 : She Loves You (The Twilight Singers)
- 2005 : Sunday Night: The Songs of Junior Kimsbrough (Various Artists)
- 2005 : Dog Train - A Wild Ride On the Rock and Roll Side (Sandra Boynton)
- 2006 : Death By Sexy (Eagles of Death Metal)
- 2006 : Return of the Golden Rhodes (The Baldwin Brothers)
- 2006 : The Modern Genius of Ray Davies - tribute to The Kinks (Various Artists)
- 2007 : I Am The Golden Gate Bridge (Creature with the atom brain)
- 2007 : About A Son [Original Soundtrack] (Various Artists)
- 2007 : I'm Not There [Original Soundtrack] Man in the long black coat (Various Artists)
- 2008 : Future Chaos (Bomb the Bass)
- 2009 : Fate to Fatal (The Breeders)
- 2009 : Transylvania (Creature with the atom brain)
- 2009 : Consolation (Gary Heffern)
- 2009 : Summer's Kiss : A Tribute To The Afghan Whigs (Various Artists)
- 2009 : Cook County Original soundtrack (Various Artists)
- 2010 : Gone For Good (My Jerusalem)
- 2010 : Where Did The Night Fall (UNKLE)
- 2010 : Constant Waiting (The Jeffrey Lee Pierce Sessions Project avec Isobel Campbell)
- 2011 : Coming Home (Maggie Björklund)
- 2011 : Burning Jacob's Ladder (The Gravedigger's Song EP)
- 2011 : So Long Sin City (Slash)
- 2011 : The Hangover II Original soundtrack (Various Artists)
- 2011 : Wishing Well (sur l'album Shackles de Manna)
- 2011 : Dynamite Steps (The Twilight Singers)
- 2011 : Hang You From The Heavens (The Dead Weather - Josh Homme & Mark Lanegan Remix)
- 2012 : The breaking hands (The Jeffrey Lee Pierce Sessions Project avec Isobel Campbell)
- 2012 : Filling in the Cracks (Matt Boroff)
- 2012 : Orchestral Variations, Vol. 1 (The Separate - Close to me reprise de The Cure)
- 2012 : Lawless: Original Motion Picture Soundtrack (Nick Cave & Warren Ellis)
- 2012 : 12 gates to the city (ULM3N)
- 2012 : Long Cold Race (sur l'album Songs That Make Sense de Maciej Werk)
- 2012 : Crystalised (Martina Topley-Bird)
- 2012 : Light In The Attic 10 Year Anniversary: Karen Dalton  (Various Artists)
- 2012 : Below The Cherry Moon  (Who Made Who Cover)
- 2012 : The Birds Fly Low (Creature with the atom brain)
- 2013 : Frog Trouble (Sandra Boynton)
- 2013 : Little Beast (Christine Owman)
- 2013 : The lonely night (avec Moby)
- 2013 : Sparklehorse tribute album - Last Box of Sparkles (Various Artists)
- 2013 : Reason To Believe - The Songs Of Tim Hardin (Various Artists)
- 2014 : Singing Man (Magnus)
- 2014 : Wish You Could Stay (A Little Longer) (sur l'album The Golden Age of Glitter de Sweet Apple)
- 2014 : Desire By Blue River & Constant Limbo (The Jeffrey Lee Pierce Sessions Project avec Bertrand Cantat)
- 2014 : Wild Love (James Williamson – Re-Licked avec Alison Mosshart)
- 2014 : Primitive and Deadly (Earth)
- 2014 : Cover Me With Flowers Of Mauve (sur l'album Un oiseau s'est posé de Gérard Manset)
- 2014 : Pelle (sur l'album Hai paura del buio de Afterhours)
- 2015 : Needle Of Death (7 And 7 Is-... Anniversary Boxset avec Alain Johannes)
- 2015 : Monki (I Am Super Ape)
- 2015 : Staring Down the Dust (sur l'album Ten Commandos de Ten Commandos)
- 2015 : Evil Bird (sur l'album Where The Candybeetle Dwells
- 2015 : Woman Downstairs (sur l'album Cahuenga Gardens de Dustin Boyer)
- 2015 : Night of the Hunter (sur l'album Night Of The Hunter de Creature with the Atom Brain)
- 2016 : Wounded Wing (sur l'album KIN de The Duke Spirit)
- 2016 : Cat People (Putting Out Fire) (reprise de David Bowie avec Dave Gahan, Martyn LeNoble et Christian Eigner)
- 2016 : When On Fire (Christine Owman)
- 2016 : Bloodline (générique de fin)
- 2017 : Thirst (Matt Boroff)
- 2017 : Desiderata (Andrew Joslyn)
- 2017 : Nànnuflày (sur l'album Elwan de Tinariwen)
- 2017 : Looking for the rain (sur l'album The Road de UNKLE)
- 2017 : In The Pines (American Gods soundtrack feat. Brian Reitzell)
- 2017 : St James Infirmary Blues (American Gods soundtrack feat. Brian Reitzell)
- 2017 : I Put a Spell on You (American Gods soundtrack feat. Brian Reitzell)
- 2017 : World I'm Gonna Leave You & Let's Take the Same Plane (sur l'album Sing the night in sorrow de Sweet Apple)
- 2017 : Charcoal Eyes Glass Tears (sur l'album The Desecration Of Desire de Dave Clarke)
- 2017 : Monochrome Sun (sur l'album The Desecration Of Desire de Dave Clarke)
- 2017 : Ricochets (sur l'album This Short Sweet Life de Torn Sail)
- 2018 : I Know, I Alone (sur l'album Odeon Hotel de Dead Combo)
- 2018 : Curse of the I-5 Corridor (sur l'album Hell-On de Neko Case)
- 2018 : Ghost (sur l'album Shared Hallucinations Pt. 1: Sonic Salutations From the Venerable Vaults of Rancho de la Luna 1972-1984 de Dave Catching)
- 2018 : Nobody Home (sur l'album The Wall - redux album tribute Pink Floyd)
- 2018 : November Rain (reprise de Guns N' Roses avec Nicole Atkins)
- 2019 : Axis (sur l'album Anesthetic de Mark Morton)
- 2019 : Saviours and Angels (Pt III: Another Night Out) (sur l'album The Road: Part II / Lost Highway de UNKLE)
- 2019 : Requiem (When You Talk About Love) (sur l'album The Road: Part II / Lost Highway de UNKLE)
- 2019 : Downwelling (Album de Not Waving)
- 2019 : Sweet Life (Music from & Inspired by the Film Gutterbee de The Soundtrack Project)
- 2019 : Where We Part Ways (sur l'album Slow Fidelity de Domkraft)
- 2020 : Kingdom, Beast Of The Nation, Skull, Gospel (sur l'album de Humanist)
- 2020 : A Drink Of Poison Water (sur l'album La Murga Ep de Agrio)
- 2020 : I'm Always (sur l'album Roll With The Damned de iAN Ottaway)
- 2020 : Isolation (avec Cold Cave reprise de Joy Division)
- 2020 : Girl From The North Country (avec Greg Dulli reprise de Bob Dylan)
- 2020 : The Mirror (sur l'album Dances/Curses de Hey Colossus)
- 2021 : Inside of A Dream (sur le EP The Raging River de Cult of Luna)
- 2021 : Just a Candle (sur l'album The Shadow Of Their Suns de Wax Tailor)
- 2021 : Devil Whistle Don’t Sing (sur l'album Beast Must Regret Nothing de The Devils)
- 2021 : Disorder (reprise de Joy Division avec Jack Bates, Jeff Schroeder, Shane Graham)
- 2021 : Idea of Love (sur l'album Spirit Tree de Kira Skov)
- 2021 : The music becomes a skull (sur l'album Ultrapop de The Armed)
- 2021 : The lonely night (sur l'album Reprise de Moby avec Kris Kristofferson)
- 2021 : Last Time Leaving Home Part 2 (sur l'album How To Leave Your Body de Not Waving)
- 2021 : Blank Diary Entry (sur l'album The Ultra Vivid Lament de Manic Street Preachers)
- 2021 : Dust Pneumonia Blues (sur l'album Woody Guthrie’s Dust Bowl Ballads album tribute de Woody Guthrie)
- 2022 : No Fun (sur l'album Bare Bones de Lost Satellite)
- 2022 : The getaway (sur l'album How Do You Burn? de The Afghan Whigs)
- 2022 : Girl from the North Country (avec Greg Dulli)

## Publications
- Sing Backwards and weep. Mémoires, Les Éditions du crépuscule/Camion blanc, 2021
- Devil in a Coma, éditeur : Laurence King Publishing (14 décembre 2021), non traduit.